# Institut za filozofiju
Institut za filozofiju je javni znanstveni institut u Hrvatskoj. Domene istraživanja su filozofija i povijest hrvatske filozofije.

## Povijest
Institut za filozofiju utemeljen je 27. lipnja 1967. godine odlukom Savjeta Sveučilišta u Zagrebu. Institut je osnovan s ciljem da kao sveučilišni znanstveni institut organizira i ujedinjuje znanstveni rad na području filozofije, objedinjujući pritom znanstvenu djelatnost svih onih pojedinaca i institucija u kojima se filozofija istraživala i predavala, poglavito djelatnikâ filozofskih fakulteta (zagrebačkog i zadarskog), Fakulteta političkih znanosti te ostalih kulturnih i znanstvenih institucija u Hrvatskoj. Prvi ravnatelj Instituta u osnivanju bio je Predrag Vranicki, koji je za prvog djelatnika (asistenta) Instituta imenovao Zlatka Posavca. Rad na istraživanju hrvatske filozofske baštine inicirao je i vodio Vladimir Filipović (direktor Instituta od 1968. do 1977) zajedno s Krunom Krstićem, koji je sastavio program i plan sustavnog istraživanja hrvatske filozofske tradicije. Institut djeluje kao samostalan sveučilišni institut do 1977, kada je pripojen Centru (od 1990. Institutu) za povijesne znanosti i postao njegov Odjel za povijest filozofije (uz Odjel za hrvatsku povijest, Odjel za povijest umjetnosti i Odjel za arheologiju). Predstojnici Odjela za povijest filozofije bili su: Vladimir Filipović (1977–1980), Franjo Zenko (1980–1986), Goran Gretić (1986–1987), Erna Banić-Pajnić (1987–1990) te Damir Barbarić (1990–1991). G. 1991. dolazi do preustroja Instituta za povijesne znanosti, te Odjel za povijest filozofije nastavlja samostalno djelovanje kao Institut za filozofiju – najprije kao sastavnica Sveučilišta u Zagrebu, a od 1993. kao samostalni javni institut. 

## Izdavaštvo
Institut izdaje znanstvene časopise Prilozi za istraživanje hrvatske filozofske baštine i Croatian Journal of Philosophy. U prošlosti je izdavao Godišnjak za povijest filozofije (1983. – 1991.) i Studia historiae philosophiae Croaticae (1990. – 1999.).

## Poznati zaposlenici
| - Pavo Barišić - Vladimir Filipović - Pavel Gregorić - Stipe Kutleša - Žarko Puhovski | - Predrag Vranicki - Jure Zovko |

## Vanjske poveznice
- Internetska stranica Instituta za filozofiju
- Twitter račun Instituta za filozofiju